# Хайнрих V фон Гера
Хайнрих V фон Гера (на немски: Heinrich V Vogt von Gera; * ок. 1285; † 8 декември 1377) от фамилията Ройс, е фогт на Гера (1343 – 1377), губернатор, господар на Гера и съдия в Майсен и други.

## Биография
Той е вторият син на фогт Хайнрих II (V) фон Гера Стари († 1306/1311) и съпругата му Ирмгард (Леукард) фон Ваймар-Орламюнде († 1318), дъщеря на Ото III фон Ваймар-Орламюнде († 1285) и Агнес фон Лайнинген († сл. 1284). Внук е на фогт Хайнрих I фон Гера († пр. 1279) и Ирмгард (Леукард) фон Хелдрунген († 1279), дъщеря на Хартман фон Хелдрунген († 1242). Правнук е на фогт Хайнрих IV фон Гера-Вайда († 1249/1250) и Юта фон Алтенбург († 1268).
Хайнрих V фон Гера е назначен през 1347 г. за съдия (Landrichter) в Майсен, Остерланд, Ландсберг и Плайсен. През 1371 г. той продава крепостта Бланкенберг на Бохемската корона и ѝ дава лордството Лобенщайн. Хайнрих се споменава от 20 юни 1309 г.
Умира на 8 декември 1377 г. Той е погребан до съпругата му Мехтилд фон Кефернбург († 1376) в доминиканския манастир Кроншвиц, основан от прабаба му бургграфиня Юта фон Алтенбург.

## Фамилия
Хайнрих V фон Гера се жени преди 20 юли 1328 г. за графиня Мехтилд фон Кефернбург († 1376), дъщеря на граф Гюнтер IX фон Кефернбург-Люхов († 1332/1333) и Матилда фон Регенщайн († 1334). Те имат седем деца:
- Хайнрих Vl Ройс-Гера († сл. 1344), женен за Юта фон Плауен-Ройс († сл. 1344/1350), дъщеря на фогт Хайнрих II фон Ройс-Плауен († 1350) и принцеса Саломея фон Силезия-Глогау († 1359)
- Анна фон Гера († 1417), фрайин, приорес в Кроншвитц (1396)
- Лукардис фон Гера († сл. 1395), омъжена ок. 8 юли 1395 г. за граф Ото VII фон Орламюнде-Лауенщайн († 1403/1404), син на граф Фридрих II фон Орламюнде-Лауенщайн († 1363/1367) и София фон Шварцбург-Бланкенбург († сл. 1395)
- Илза (Елза) фон Гера († сл. 1370), омъжена 1356 г. за фогт Хайнрих XIII фон Вайда († 1367/1370/1373))
- Доротея фон Гера († 1406/1411), омъжена I. на 27 март 1367 г. за граф Хайнрих фон Труендинген († 1380) и II. пр. 20 декември 1387 г. за Хайнрих V фон Плауен-Ройс, господар на Ронебург († 1398), син на фогт Хайнрих II фон Ройс-Плауен († 1350) и принцеса Саломея фон Силезия-Глогау († 1359)
- София фон Гера († 1377), омъжена за граф Хайнрих V фон Байхлинген-Ротенбург († 1366), син на граф Фридрих фон Байхлинген-Ротенбург († 1349/1356)
- Хайнрих VII фон Гера (* 3 май 1341; † между 26 февруари и 22 юли 1420), женен I. пр. 4 декември 1367 г. за графиня Елизабет (Елза) фон Шварцбург-Кефернбург († 28 май 1399 – 23 октомври 1401), II. на 24 януари 1402 г. за роднината си трети град графиня Лутруда фон Хонщайн († 24 април 1446)